# Stac Dona
Stac Dona est une petite île inhabitée du Royaume-Uni située en Écosse, dans l'archipel de Saint-Kilda. 
L'île est un stack situé entre l'île de Soay et l'île de Hirta. Elle culmine à 27 mètres d'altitude (soit 87 pieds) et présente un aspect conique.